# Fjällberget

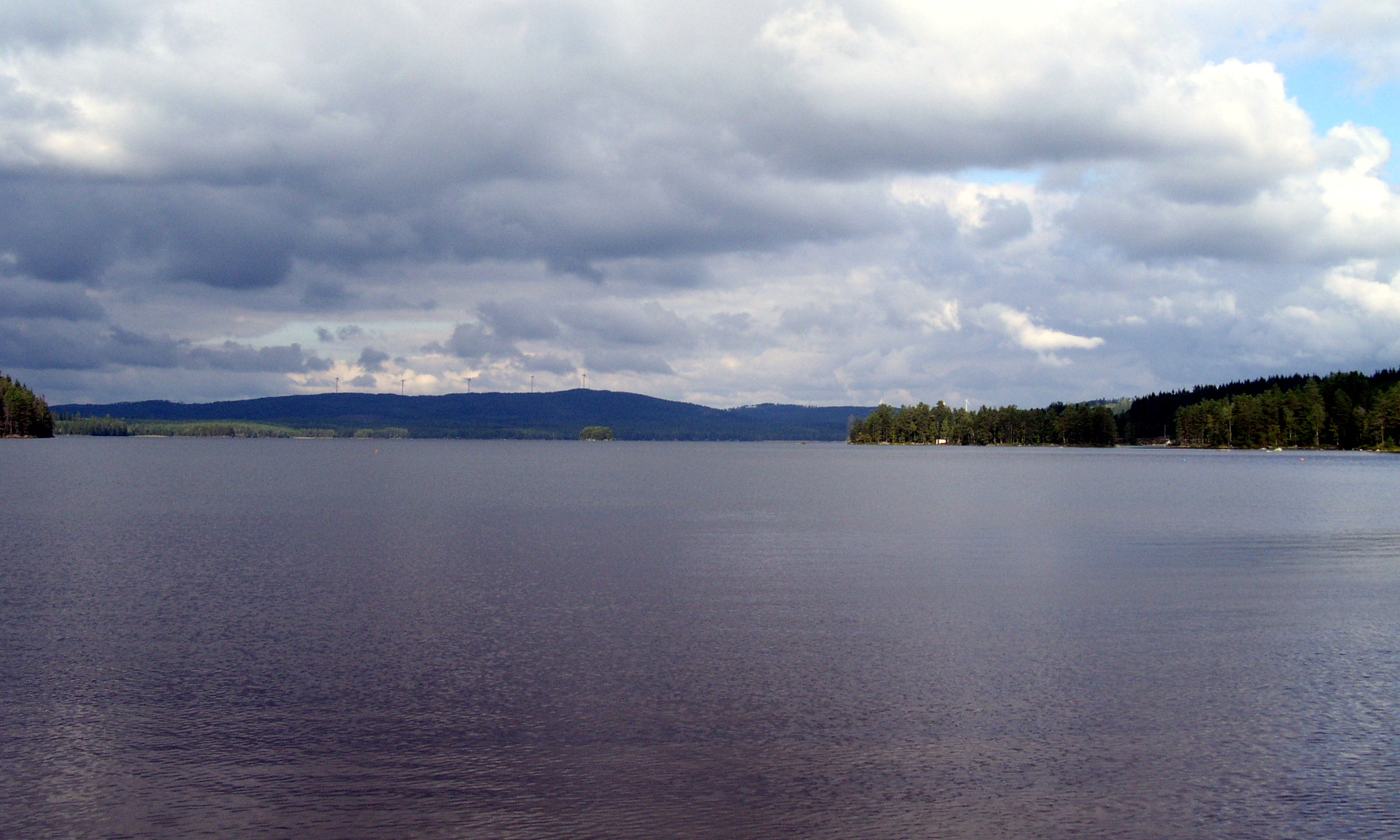
Fjällberget sett på ett avstånd av cirka 7 km, från den södra änden av sjön Norra Hörken.

Fjällberget är ett 466 meter högt berg, beläget i Ludvika kommun i Dalarnas län, cirka fem kilometer nordväst om Grängesberg. Berget ligger på den gamla, till 1950 gällande, gränsen mellan Grangärde och Ljusnarsbergs socknar, och därmed på gränsen mellan landskapen Dalarna och Västmanland. Berget är det högsta i Västmanland. Fjällbergets skidanläggning har en skidlift som slutar cirka 500 m från den högsta punkten.